# Institute of Physics
Institute of Physics (IOP) to organizacja pozarządowa mająca na celu popularyzację, pogłębienie zrozumienia oraz promocję zastosowania fizyki. Organizacja ta zrzesza około 40 000 członków na całym świecie.
Institute of Physics to główna organizacja zrzeszająca fizyków pracujących w Wielkiej Brytanii oraz Irlandii. Prowadzi on m.in. działalność doradczą w zakresie rozwoju zawodowego oraz wybory ścieżki kariery. Organizacja zajmuje się również działalnością wydawniczą firmowaną przez IOP Publishing.
Częścią misji Institute of Physics jest wypromować fizykę w społeczeństwie poprzez stronę physics.org, dostarczającą informacji na temat fizyki, w tym najnowszych osiągnięć naukowych.

## Nagrody
IOP utworzyła cały szereg nagród, w różnych dziedzinach samej fizyki i działalności z nią związanej. Przykłady:
- Medal Newtona,
- Medal Diraca (nagrody o tej nazwie przyznają też inne instytucje),
- Medal Kelvina,
- Medal Faradaya,
- Medal Bragga.